# 도코로자와 항공기념공원
도코로자와 항공기념공원(所沢航空記念公園)는 사이타마현 도코로자와시에 있는 현영공원이다.「일본 항공의 발상지」로서 알려져 있으며, 항공공원으로 사랑받고 있다. 재단법인 사이타마현 공원 녹지 협회가 관리·운영하고 있다.

## 개요

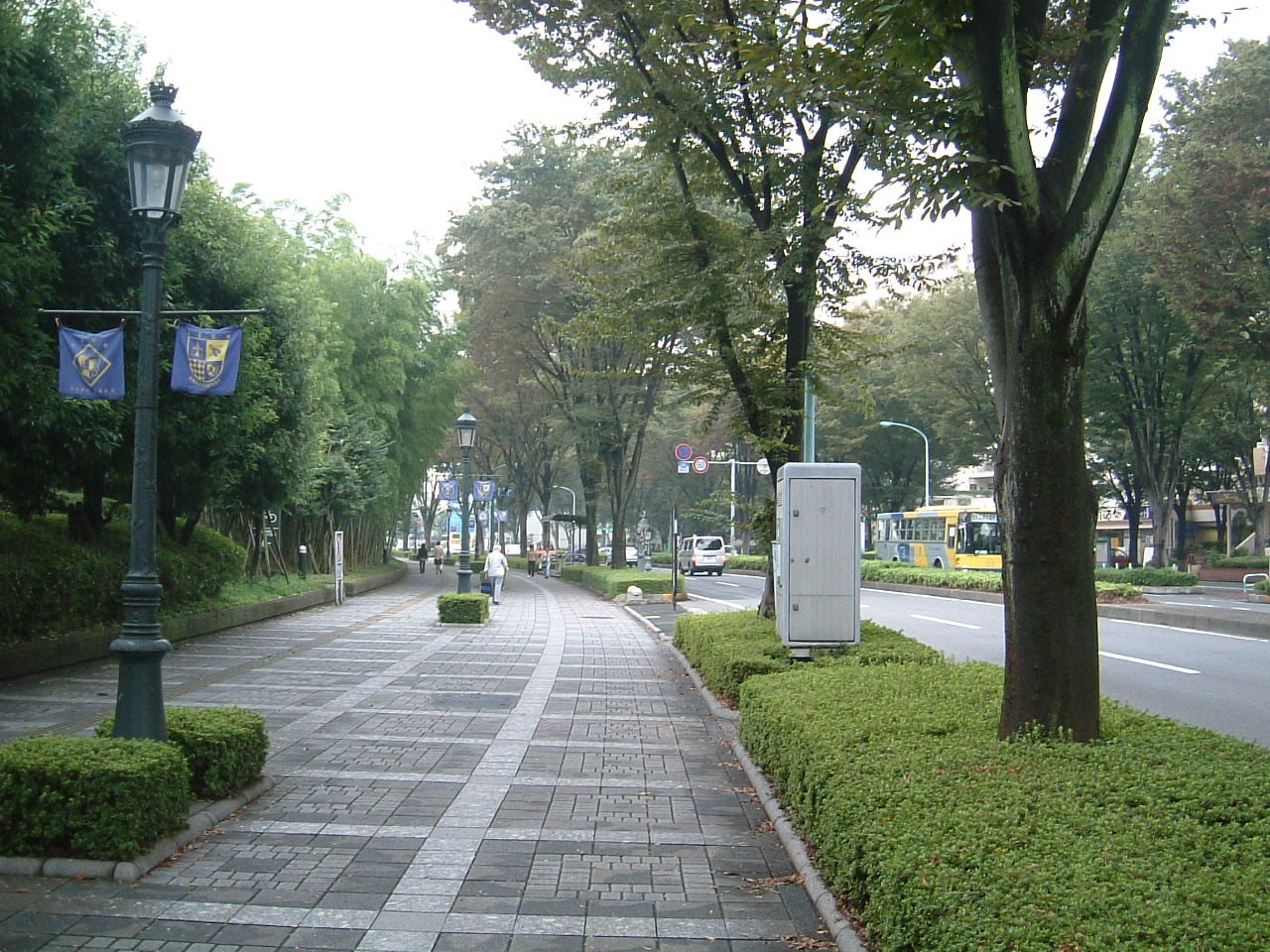
항공 공원역으로부터의 길

1911년, 4월 1일에 일본 최초의 항공기 전용 비행장 이 사이타마현 도코로자와에 완성, 같은 달 5일에 도쿠가와 요시토시 대위가 조종 하는 프랑스 제 복엽기 앙리·파르만 기가 고도 10 m, 비행 거리 800 m, 비행 체공시간 1분 20초의 비행을 치렀다. 이래 육군 도코로자와 비행장으로서 전쟁이 끝날 때까지 시작(始作) 항공기나 비행선, 항공병의 조종 훈련에 사용되었다. 전후(1945년), 미군에 접수되어 1971년에 통신 시설을 남겨놓고 약 6할의 토지가 반환되었고 현재까지 약 7할이 반환되었다.
부속 시설
- 지금 공원 안에는 도코로자와 항공발상기념관, 테니스 코트, 연식 야구장, 운동 광장, 야외 스테이지, 다실(채상정), 일본 정원, 잔디 광장, 주차장(449대, 기념관 94대) 외, 경식 야구장 도코로자와 항공 기념 공원 야구장 이 있다(야구장 운영은 토코로자와시로 이관).

## 연혁
- 1911년 (메이지 44년) 일본 최초의 육군 비행장이 개설된다.
- 1945년 (쇼와 20년) 미군에 접수된다.
- 1971년 (쇼와 46년) 6월 통신 기지를 남겨 도코로자와 보급창철거지의 6할이 반환된다.
- 1974년 (쇼와 49년) 3월 기지의 일부 약 50 ha가 현영 공원으로서 계획된다.
- 1978년 (쇼와 53년) 3월 문을 염.
- 1993년 (헤세이 5년) 부지내에 도코로자와 항공발상기념관 (공식 사이트)이 개관.
- 1997년 (헤세이 9년) 항공 공원 역전에 YS-11가 옥외 전시된다.

## 옥외 전시물
항공기
- YS-11 (전후 첫 국산 여객기)

항공 공원역 동쪽 출입구 앞에 전시.보통 외관만 견학할 수 있으나, 1년에 몇차례 내부를 특별 공개하고 있다.
- C-46

도코로자와 항공 발상 기념관 정면 입구로부터 향해 좌측으로 전시.외관만 견학 가능, 내부 비공개. 항공 자위대 이루마 기지 소속의 기체였던 물건을 1980년으로 분해하여 운반 후, 현 장소에 설치.
동상

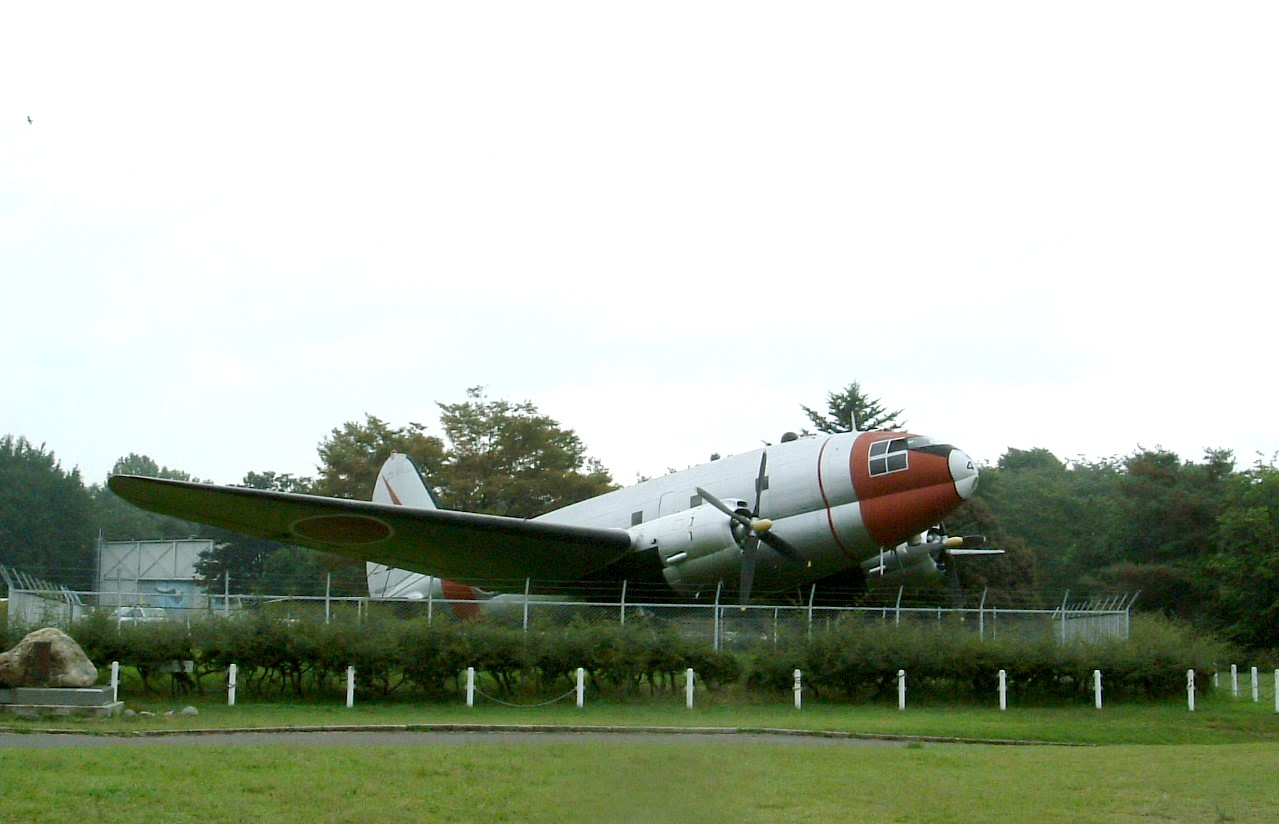
C-46A
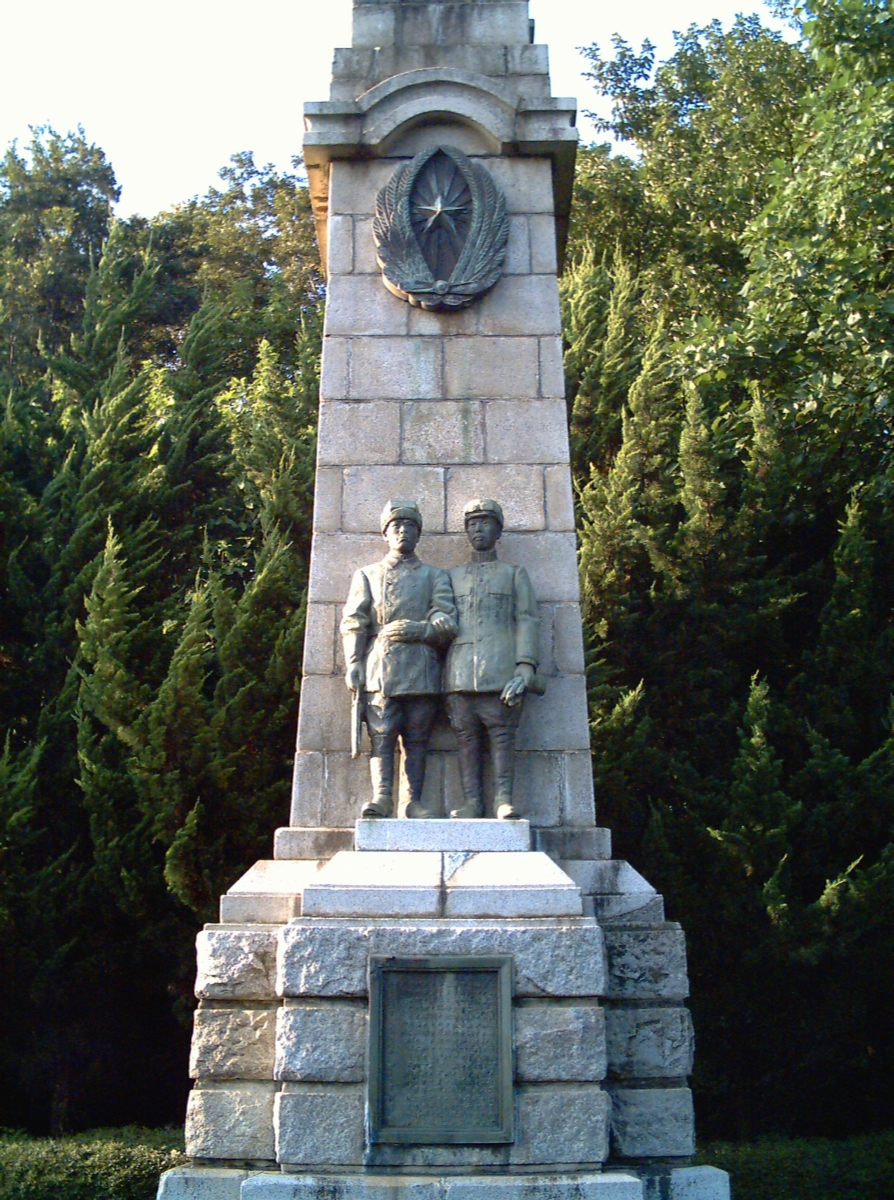
키무라·토쿠다 양중위의 상 (작자 불명)
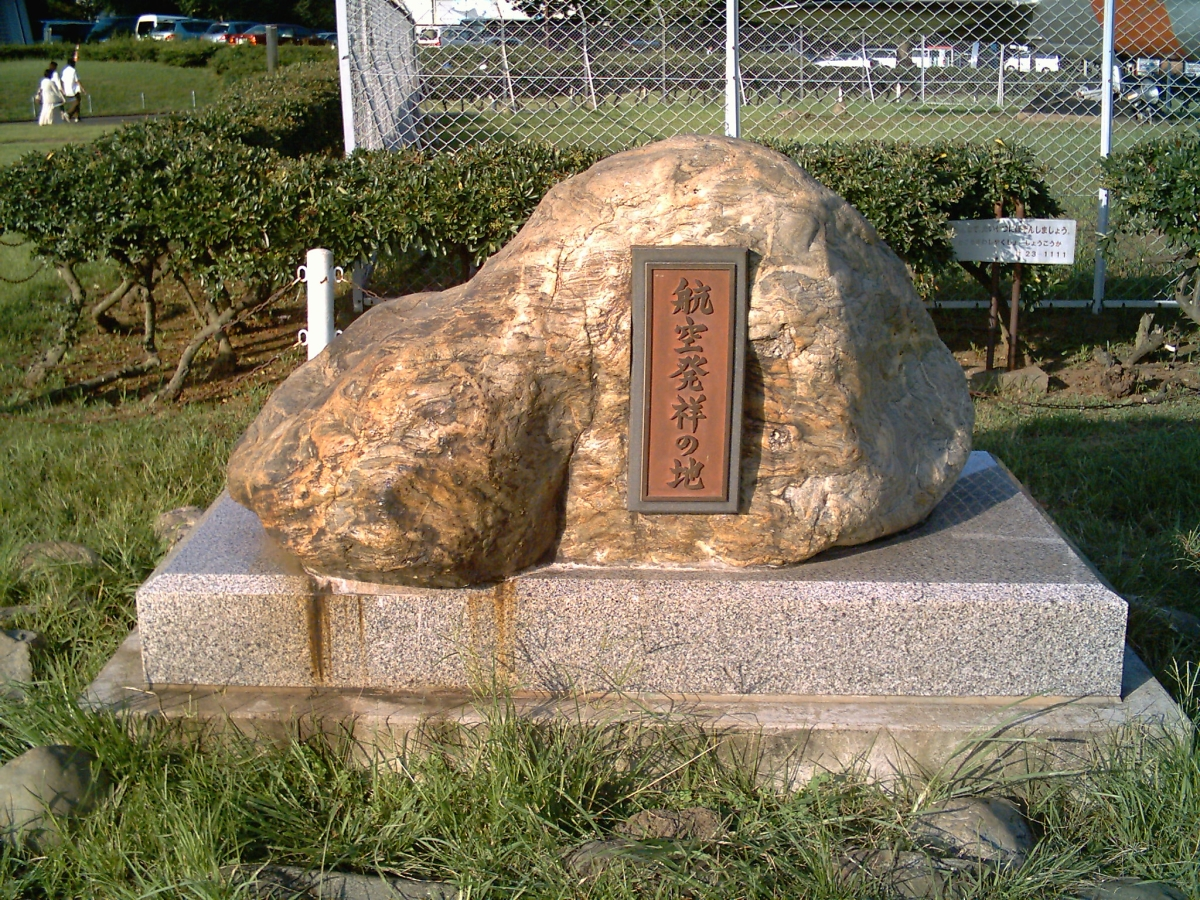
항공 발상지 기념비

타이쇼 2년 3월 28일, 일본에서 첫 항공기 사고로 순사 한 키무라·토쿠다 양중위를 애도해 건립되었다.
- 항공 정비병의 상 (조각가·나가누마 타카시 세 번째 작품)

1943해, 조각가·나가누마 타카시3이 제2회대동아전쟁 미술전에 출품 후, 쇼와 19년에 도코로자와 항공 정비 학교내에 건립.미군으로부터 기지 반환 후, 현재의 장소에 옮겨져 전시 중이다.
- C-46A
- 키무라·토쿠다 양중위의 상
- 항공 발상지 기념비

## 교통
- 전철: 세이부 신주쿠 선 항공공원역 동쪽 출입구에서(보다) 도보

- 자동차: 칸에츠 자동차도 도코로자와IC로부터 국도 463호를 토코로자와시거리 방면에 6km

## 행사
정기적으로 프리마켓 등의 행사가 개최되고 있다.또, 매년 10월에는 토코로자와시민 페스티벌이 개최되고 있다.
1982년 8월 6일에는 야외 스테이지를 사용해, THE ALFEE의 여름의 야외 이벤트를 했다.다음 해부터는 다른 회장에 이전해 버렸지만, 이 이벤트 자체는 25회 이상 계속되고 있다.

### 나는 음악제
2008년 5월에는 야외 스테이지를 사용해, 나는 음악제가 개최된 이후 2년 연속 개최되었다.
- 나는 음악제'08 참가 아티스트

OGRE YOU ASSHOLE, 소가베 케이치 BAND, 하늘하늘 제국, 오오시마 타모츠극, 담뱃대, bonobos, 나카야마팔아, YOUR SONG IS GOOD, YO-KING × 도지마효평, Bob&Carnivals .
- 나는 음악제'09 참가 아티스트

Caravan, 사카키만고, 소가베 케이치 란데브 BAND, THA BLUE HERB, bonobos, 무카이 히데노리 어쿠스틱＆일렉트릭, YOUR SONG IS GOOD, 유카와조음

## 관련 사항
- 도코로자와 항공발상기념관
- 도코로자와 통신 기지